# 정병인
정병인(丁炳仁, 1972년 6월 24일 ~ )은 대한민국의 정치인이다. 천안시의원, 충청남도의원을 지냈다.

## 학력
- 전남고등학교
- 목포대학교 대학원 정치외교학과 졸업(정치학 석사)
- 충남대학교 대학원 정치외교학과 박사과정 수료

## 경력
- 천안아산경실련 사무국장
- 시내버스 공공성실현 천안시민연대 정책위원
- 2017.05 ~ 2018.06: 제7대 충청남도 천안시의회 의원
- 2018.07 ~ 2022.04: 제8대 충청남도 천안시의회 의원
- 2022년 7월 1일 ~ : 제12대 충청남도의회 의원

## 역대 선거 결과
|  | 36.00% |

|  | 67.09% |

|  | 56.05% |